# Janusz Koterwa
Janusz Koterwa (ur. 16 kwietnia 1958 w Zawierciu) – polski piłkarz, grający na pozycji obrońcy.

## Kariera
Na początku kariery grał w LKS Wysoka. W 1977 roku został piłkarzem Zagłębia Sosnowiec. W barwach klubu rozegrał 208 meczów w I lidze (według innych źródeł – 240), a w sezonie 1985/1986 spadł z klubem do II ligi. W 1987 roku przeszedł do AKS Niwka Sosnowiec. Po spadku klubu z III ligi został zawodnikiem MCKS Czeladź. Po roku gry w czeladzkim zespole został piłkarzem GKS Bełchatów. W sezonie 1990/1991 awansował z GKS do II ligi. W GKS Bełchatów grał do 1993 roku.
Po zakończeniu kariery piłkarskiej pracował w Zagłębiu Sosnowiec w charakterze skauta.

## Statystyki ligowe
| Sezon     | Klub                | Liga     | Mecze | Gole |
| --------- | ------------------- | -------- | ----- | ---- |
| 1977/1978 | Zagłębie Sosnowiec  | I liga   | 21    | 0    |
| 1978/1979 | Zagłębie Sosnowiec  | I liga   | 23    | 0    |
| 1979/1980 | Zagłębie Sosnowiec  | I liga   | 30    | 0    |
| 1980/1981 | Zagłębie Sosnowiec  | I liga   | 28    | 0    |
| 1981/1982 | Zagłębie Sosnowiec  | I liga   | 29    | 1    |
| 1982/1983 | Zagłębie Sosnowiec  | I liga   | 29    | 0    |
| 1983/1984 | Zagłębie Sosnowiec  | I liga   | 11    | 0    |
| 1984/1985 | Zagłębie Sosnowiec  | I liga   | 12    | 0    |
| 1985/1986 | Zagłębie Sosnowiec  | I liga   | 25    | 0    |
| 1986/1987 | Zagłębie Sosnowiec  | II liga  | 14    | 0    |
| 1987/1988 | AKS Niwka Sosnowiec | III liga | ?     | ?    |
| 1988/1989 | MCKS Czeladź        | III liga | ?     | ?    |
| 1989/1990 | GKS Bełchatów       | III liga | ?     | ?    |
| 1990/1991 | GKS Bełchatów       | III liga | ?     | ?    |
| 1991/1992 | GKS Bełchatów       | II liga  | 30    | 0    |
| 1992/1993 | GKS Bełchatów       | II liga  | 21    | 0    |